# 正しくなれない
「正しくなれない」（ただしくなれない）は、日本の音楽ユニットずっと真夜中でいいのに。の楽曲。2020年12月17日にEMI Recordsより、各種音楽配信サービスにてリリースされた。楽曲は、映画『約束のネバーランド』の主題歌に起用されている。

## 概要
- 前作『勘ぐれい』から約3週間ぶりのリリースとなった。
- 2021年2月24日にはTHE FIRST TAKEのYouTubeチャンネルに本楽曲のレコーディング映像が公開された[8]。

## 背景
2020年10月13日、同年12月18日に公開の映画『約束のネバーランド』の主題歌にずっと真夜中でいいのに。が主題歌として本楽曲を書き下ろしたことが発表された。楽曲は『約束のネバーランド』のストーリーと登場人物に感化されて制作されており、ボーカルのACAねは「救ってもらえた本心は もの凄い生命力となって形になりました」とTwitterの公式アカウントでコメントしている。映画公開約2週間前となる12月5日には、本楽曲の一部を使用した映画のプロモーションビデオがYouTubeで公開された。ミュージックビデオは楽曲の配信日に公開された。

## チャート成績
本楽曲は、2020年12月28日付（集計期間：2020年12月14日 - 20日）のBillboard JAPANダウンロード・ソング・チャート「Download Songs」で14,098DLを売り上げ、4位に初登場した。

### 認定とセールス
|                                | 認定 (RIAJ) | 売上/再生回数      |
| ------------------------------ | ----------- | ------------------ |
| ダウンロード                   | 未公表      | -                  |
| ストリーミング                 | ゴールド    | 50,000,000* 回再生 |
| *認定のみに基づく売上/再生回数 |             |                    |

## 収録内容
| #         | タイトル           | 作詞・作曲 | 編曲                                      | 時間 |
| --------- | ------------------ | ---------- | ----------------------------------------- | ---- |
| 1.        | 「正しくなれない」 | ACAね      | 久保田真悟(Jazzin' park)、100回嘔吐、ZTMY | 4:01 |
| 合計時間: | 合計時間:          | 合計時間:  | 合計時間:                                 | 4:01 |

## 収録アルバム
- 『ぐされ』(#2)